# FMA I.Ae. 35
Die FMA I.Ae. 35 Huanquero ist ein mit zwei luftgekühlten Sternmotoren ausgerüsteter freitragender Tiefdecker des argentinischen Herstellers Fábrica Militar de Aviones. Es handelt sich um ein Mehrzweckflugzeug, das in verschiedenen Ausführungen hergestellt wurde.

## Geschichte
Die Entwicklung wurde von den deutschen Ingenieuren Paul Klages und Kurt Tank durchgeführt.
Die Maschine machte am 21. September 1953 ihren Erstflug. Die erste Maschine aus der Serienfertigung startete am 29. März 1957 zu ihrem Jungfernflug. Charakteristisch ist das Doppelleitwerk und die Ladeklappe im hinteren Rumpfbereich. Ab 1955 wurde nach einem Auftrag über 100 Maschinen mit der Fertigung begonnen. Diese dauerte bis 1962 an. Es wurden jedoch nur 47 Maschinen hergestellt. Die FMA I.Ae. 35 blieb bis 1974 bei der argentinischen Luftwaffe im Einsatz.

## Ausführungen

### Type IA
Die Ausführung IA ist ein Fortgeschrittenen-Schulflugzeug. Es wurde für die Navigationsschulung eingesetzt. Neben den beiden Piloten gehörten ein Funker und ein Navigator zur Besatzung. Es konnten bis zu vier Flugschüler an eigenen Arbeitsplätzen ausgebildet werden. Zur Avionik gehörten Blindfluginstrumente und eine Funkausrüstung auch für den Langstreckenflug.

### Type IU
Die Ausführung IU ist ein Fortgeschrittenen-Schulflugzeug für Bordschützen und Bomberbesatzungen. Es verfügt über eine Zwillingslafette mit 12,7 mm Browning-MG und Unterflügelstationen für die Aufnahme von bis zu 200 kg Abwurfbewaffnung und bis zu 4 Raketen. Es kommen zwei Triebwerke mit 750 PS vom Typ FMA I.A. 19 SR1 zum Einsatz.

### Type II
Die Ausführung II ist ein leichtes Transportflugzeug, das neben der 3-köpfigen Besatzung auch sieben Passagiere befördern kann. Der einzige Prototyp war mit Zusatztanks an den Flügelspitzen ausgerüstet. Eine Serienfertigung fand nicht statt.

### Type III
Die Ausführung III ist ein Rettungsflugzeug für vier liegende Patienten. Neben der 3-köpfigen Besatzung gehört auch ein Sanitäter zur Besatzung.

### Type IV
Die Ausführung IV ist ein Aufklärungsflugzeug. Für die Bedienung der „Fairchild 225“ Kameraausrüstung ist zusätzlich ein Arbeitsplatz vorgesehen. Die Cockpitbesatzung besteht aus 3 Personen.

### Pandora
Die Pandora ist die Zivilversion mit Platz für 10 Passagiere. Der Prototyp flog erstmals am 28. Mai 1960. Eine Serienfertigung fand nicht statt. Es kommen zwei Triebwerke mit 750 PS vom Typ FMA I.A. 19 SR1 zum Einsatz.

## Konstruktion
Der Rumpf besteht aus vier Sektionen und ist in Halbschalenbauweise aus Aluminium gefertigt. Der freitragende Tragflügel besitzt eine Streckung von 9. An der Flügelwurzel wird das NACA-Profil 633-218, an der Flügelspitze ein Profil NACA 633-212 verwendet. Der Flügel ist dreiteilig und besteht vollständig aus Aluminium. Die Beplankung ist mittragend ausgeführt. Die Enteisung geschieht durch Warmluft. An der Flügelhinterkante sind als Auftriebshilfen Spaltklappen, ebenfalls aus Aluminium. angebracht. Die Querruder sind mit Stoff bespannt. Das Doppelleitwerk ist ebenfalls freitragend aus Aluminium gefertigt, wobei auch hier die Beplankung mitträgt. Die Maschine verfügt über ein hydraulisch einziehbares Bugradfahrwerk mit ölhydraulischen Stoßdämpfern.

## Technische Daten (Ausführung IA)
- Spannweite: 19,60 m
- Länge: 13,98 m
- Flügelfläche: 42 m²
- Leergewicht: 3500 kg
- Startgewicht: 5700 kg
- Höchstgeschwindigkeit: 362 km/h in 3000 m
- Reisegeschwindigkeit: 350 km/h in 3000 m
- Anfängliche Steiggeschwindigkeit: 300 m/min
- Dienstgipfelhöhe: 6400 m
- Tankkapazität: 1200 l
- Reichweite: 1570 km
- Triebwerk: 2 × FMA I.A. 19R mit je 620 PS
- Luftschrauben: 3-Blatt von Rotol, verstellbar